# باشگاه فوتبال ساراواک یونایتد
باشگاه فوتبال ساراواک یونایتد (انگلیسی: Sarawak United FC) یک باشگاه فوتبال حرفه‌ای مالزی است که در ایالت ساراواک قرار دارد. این باشگاه به خاطر باخت در رأی تجدید نظر، مجوز حضور در مسابقات سوپر لیگ مالزی ۲۰۲۳ را پیدا نکرد.